# Hyalurga
Hyalurga este un gen de insecte lepidoptere din familia Arctiidae.

## Galerie

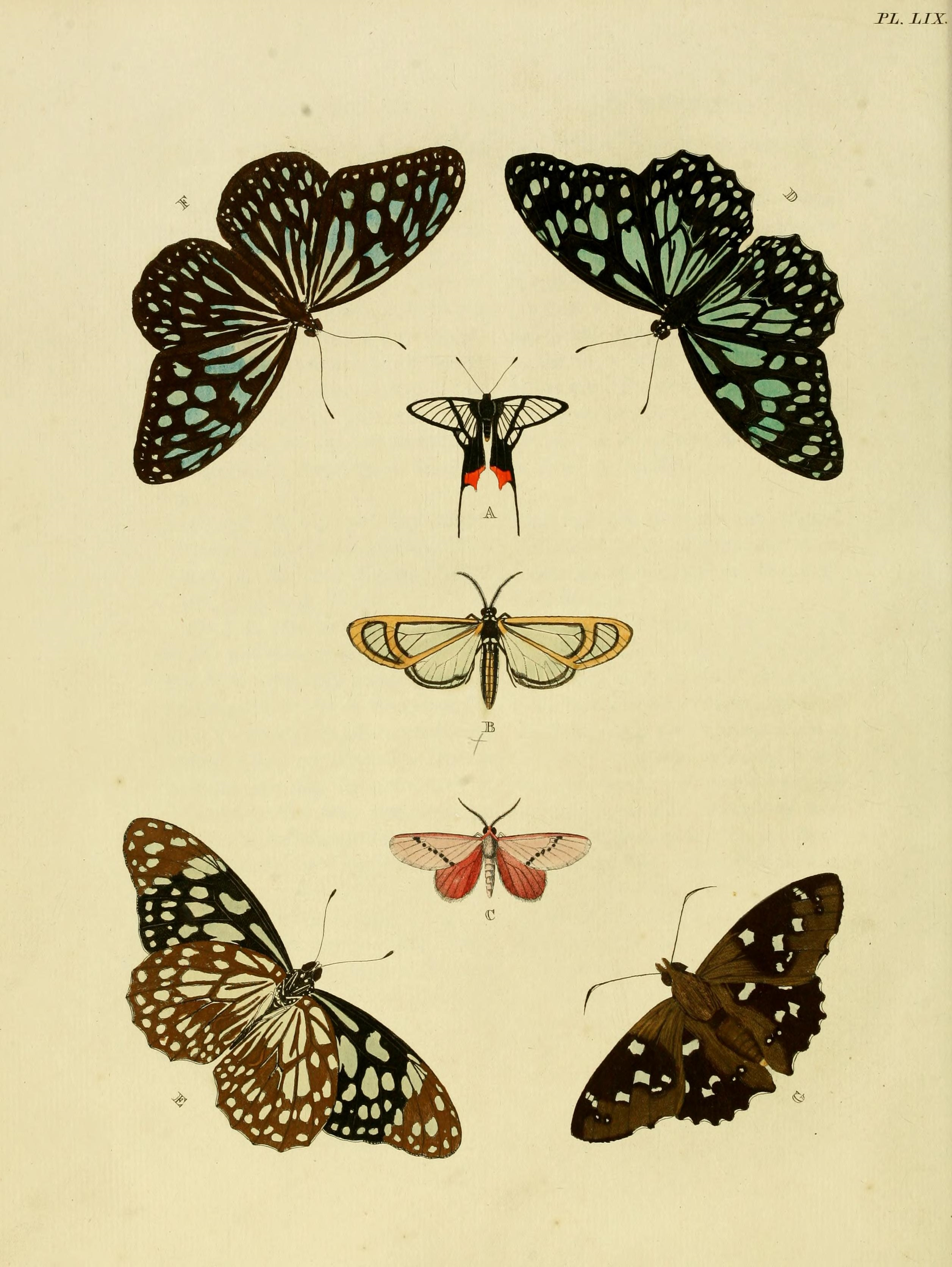

## Specii[1]
- Hyalurga albiplaga
- Hyalurga albovitrea
- Hyalurga amazonica
- Hyalurga batesi
- Hyalurga caralis
- Hyalurga chariata
- Hyalurga choma
- Hyalurga chthonophyle
- Hyalurga cinctella
- Hyalurga clara
- Hyalurga diastilba
- Hyalurga discozellularis
- Hyalurga domingonis
- Hyalurga dorsilinea
- Hyalurga egeon
- Hyalurga ergolis
- Hyalurga fenestra
- Hyalurga fenestrata
- Hyalurga fenestrigera
- Hyalurga flammicollis
- Hyalurga gabrielis
- Hyalurga grandis
- Hyalurga halizoa
- Hyalurga hoppi
- Hyalurga horologica
- Hyalurga irregularis
- Hyalurga lauronoides
- Hyalurga leucophaea
- Hyalurga leucophlebia
- Hyalurga melania
- Hyalurga modesta
- Hyalurga mysis
- Hyalurga noguei
- Hyalurga orthotaenia
- Hyalurga osiba
- Hyalurga padua
- Hyalurga panamensis
- Hyalurga partita
- Hyalurga peritta
- Hyalurga puhites
- Hyalurga pura
- Hyalurga putumayana
- Hyalurga rica
- Hyalurga rufilinea
- Hyalurga scotina
- Hyalurga sixola
- Hyalurga sora
- Hyalurga soroides
- Hyalurga subafflicta
- Hyalurga subnormalis
- Hyalurga supposita
- Hyalurga syma
- Hyalurga transita
- Hyalurga uria
- Hyalurga urioides
- Hyalurga whiteleyi
- Hyalurga vinosa
- Hyalurga zetila